# Cellmålning

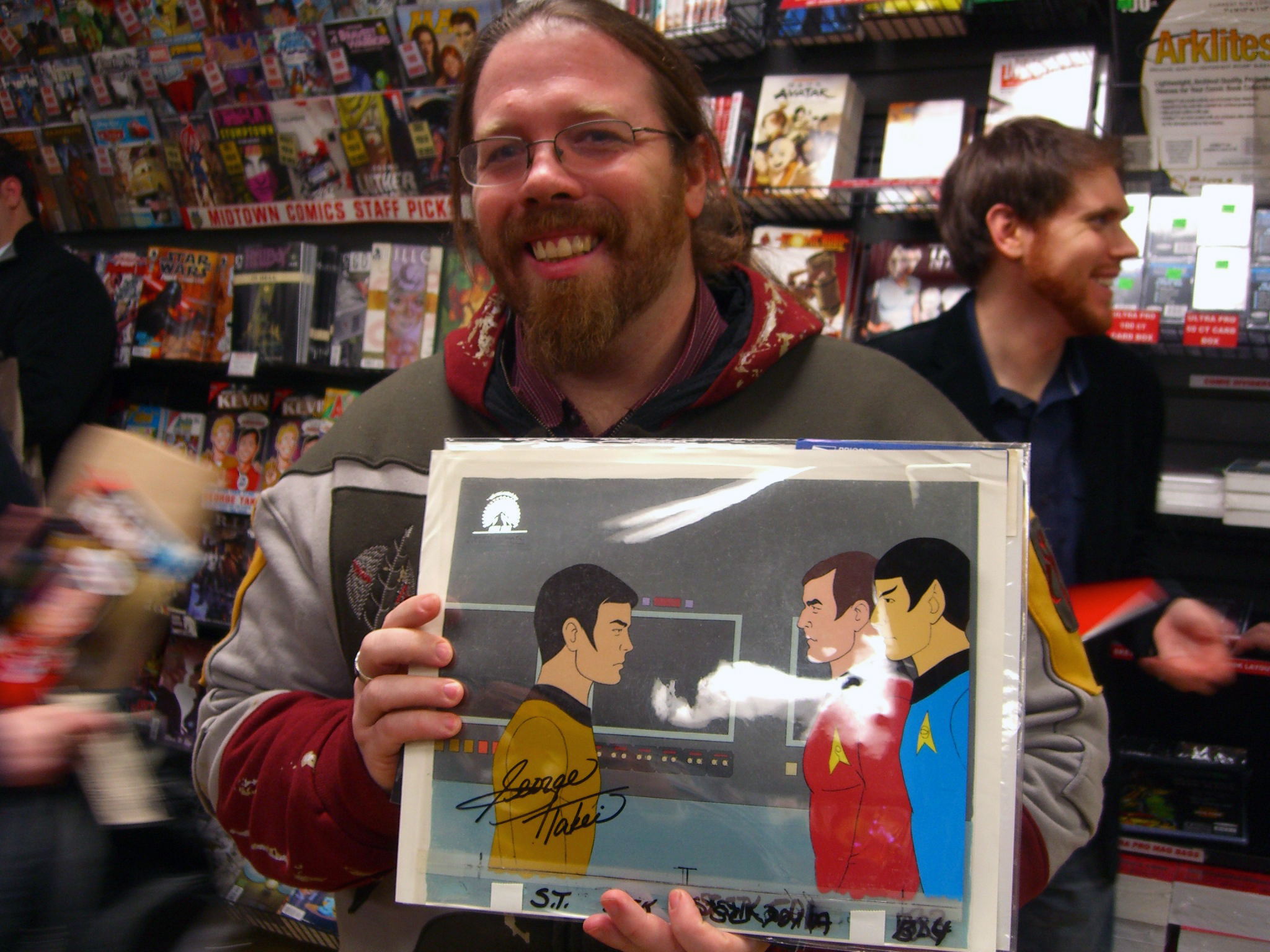
En man som håller up en Cel (Cellmålning) från Star Trek: The Animated Series

Cellmålning är en metod att handteckna bilder till animerad film. Celler är heltransparenta plastark på vilka det som ska animeras ritas och färgläggs med en speciell sorts färg. En eller flera celler läggs sedan på en statisk bakgrund för att skapa en scen som fotograferas till en bildruta. Bakgrunden återanvänds till flera bildrutor.
Ordet "cell" kommer via engelska "cel" från plastsorten celluloid, som var det brukliga ämnet att animera på under första halvan av 1900-talet. Det ersattes med cellulosaacetat som bland annat är mindre lättantändligt.